# Bruno Pedrosa (político)
Bruno Torquato Pedrosa (Fortaleza, 14 de novembro de 1990) é um advogado, economista e político brasileiro. 

## Biografia
Com origem familiar nos municípios de Ipu e Nova Russas, é filho de Vanderley Pedrosa, ex-deputado estadual, e neto de José Gessy Torquato, ex-presidente da Câmara Municipal de Ipu.
Em 2012, disputou as eleições municipais de Ipu, ficando em 4º lugar, com apenas 154 votos.
Em 2014, com 23 anos de idade, foi eleito o deputado estadual mais jovem do estado do Ceará, com a votação de 27.793 votos. 
Em 2018, foi reeleito deputado estadual do Ceará pelo Progressistas com 48 927 votos.
 

Em 2022, obteve 51.620 votos, ficando suplente. Em 2023, com a eleição de Evandro Leitão para prefeito de Fortaleza, foi alçado para a cadeira de deputado estadual definitivamente.